# غشاء الحصيات السمعية
غشاء الحصيات السمعية هو بنية ليفية واقعة في الجهاز الدهليزي للأذن الداخلية. يلعب هذا الغشاء دورًا شديد الأهمية في تفسير الدماغ لحالة الاتزان. يعمل الغشاء في تحديد وجود انحراف في الجسم والرأس أو عدم وجوده، فضلًا عن التسارع الخطي للجسم. يمكن حدوث التسارع الخطي في اتجاه أفقي مثل السيارة المتحركة أو في اتجاه عمودي مثل التسارع المحسوس أثناء حركة الصعود والهبوط في المصعد.

## الوظيفة
عند ميلان الرأس، تؤدي الجاذبية إلى انحراف غشاء الحصيات السمعية بشكل متناسب مع الظهارة الحسية (البقعة). تتسبب حركة القص الناتجة بين غشاء الحصيات السمعية والبقعة في انحراف توضع بصيلات الشعر، التي تتركز في السطح الهلامي السفلي من الغشاء. يولد هذا الانحراف في مكان بصيلات الشعر جهدًا مستقبلًا في الخلايا الشعرية. بالإضافة إلى المساعدة في الإحساس بميلان الرأس، يساهم غشاء الحصيات السمعية في تحديد الجسم لحالات التسارع الخطي. نظرًا إلى وجود الحصيات السمعية، تؤدي الكتلة الأكبر نسبيًا من الغشاء إلى تباطؤ مؤقت خلف البقعة، ما يسبب بدوره انحراف مكان بصيلات الشعر بشكل عابر.
تتمثل إحدى تبعات التأثيرات المماثلة لانحراف الرأس والتسارع الخطي على الخلايا الشعرية للحصيات السمعية في عدم قدرة الخلايا الواردة للحصيات السمعية على نقل المعلومات المسؤولة عن التفريق بين هذين النوعين من المنبهات. نتيجة لذلك، من المتوقع اعتبار هذين المنبهين المختلفين متكافئين من الناحية الإدراكية في حال غياب عملية الارتجاع البصري، مثل حالات الظلام أو إغلاق العينين. مع ذلك، يُعتبر هذا التوقع غير صحيح إذ يستطيع الأفراد معصوبو العينين المشاركون في الدراسة التمييز بين هذين النوعين من المنبهات.
تتميز أعضاء الحصيات السمعية بفضل بنيتها بقدرتها على الإحساس بانحرافات الموضع الساكنة، مثل تلك الناجمة عن ميلان الرأس بالنسبة إلى لمحور الجاذبية، وانحرافات الموضع العابرة الناجمة عن الحركات الانتقالية للرأس. تؤدي كتلة غشاء الحصيات السمعية بالنسبة إلى اللمف الداخلي المحيط، بالإضافة إلى الانفصال الفيزيائي للغشاء عن البقعة المبطنة، إلى حدوث انحراف تموضع عابر لبصيلات الشعر استجابة منها للتسارع الخطي، وانحراف توتري استجابة منها لميلان الرأس. يتميز المحوار بمعدل إطلاق مرتفع قبل حدوث الميلان، ويتعرض هذا المعدل للزيادة والنقصان بالاستناد إلى اتجاه الميلان. عند عودة الرأس إلى توضعه الأصلي، يعود معدل الإطلاق إلى قيمه الأساسية. بشكل مشابه، يحدد كل من الزيادة والنقصان العابران في معدل الإطلاق من المستويات التلقائية اتجاه التسارع الخطي للرأس.
يُدمج نطاق اتجاهات بصيلات الشعر داخل القريبة والكييس بهدف إيجاد قياس فعال للقوى المؤثرة على الرأس في أي لحظة، في جميع الأبعاد الثلاثة. يؤدي ميلان الرأس عن المستوى الأفقي بالإضافة إلى الحركات الانتقالية للرأس بأي اتجاه إلى تنبيه مجموعة فرعية مميزة من الخلايا الشعرية في البقعتين القريبية والكييسية، بينما تعمل في الوقت نفسه على كبح استجابات الخلايا الشعرية الأخرى في هذه الأعضاء. أخيرًا، تترافق الاختلافات في قطبية الخلية الشعرية داخل أعضاء حصيات السمع مع إنتاج أنماط من نشاط الليف العصبي الدهليزي، الذي يعمل بشكل واضح على تشفير موضع الرأس والقوى المؤثرة فيه على مستوى المجموعات المختلفة.